# Zugversuch

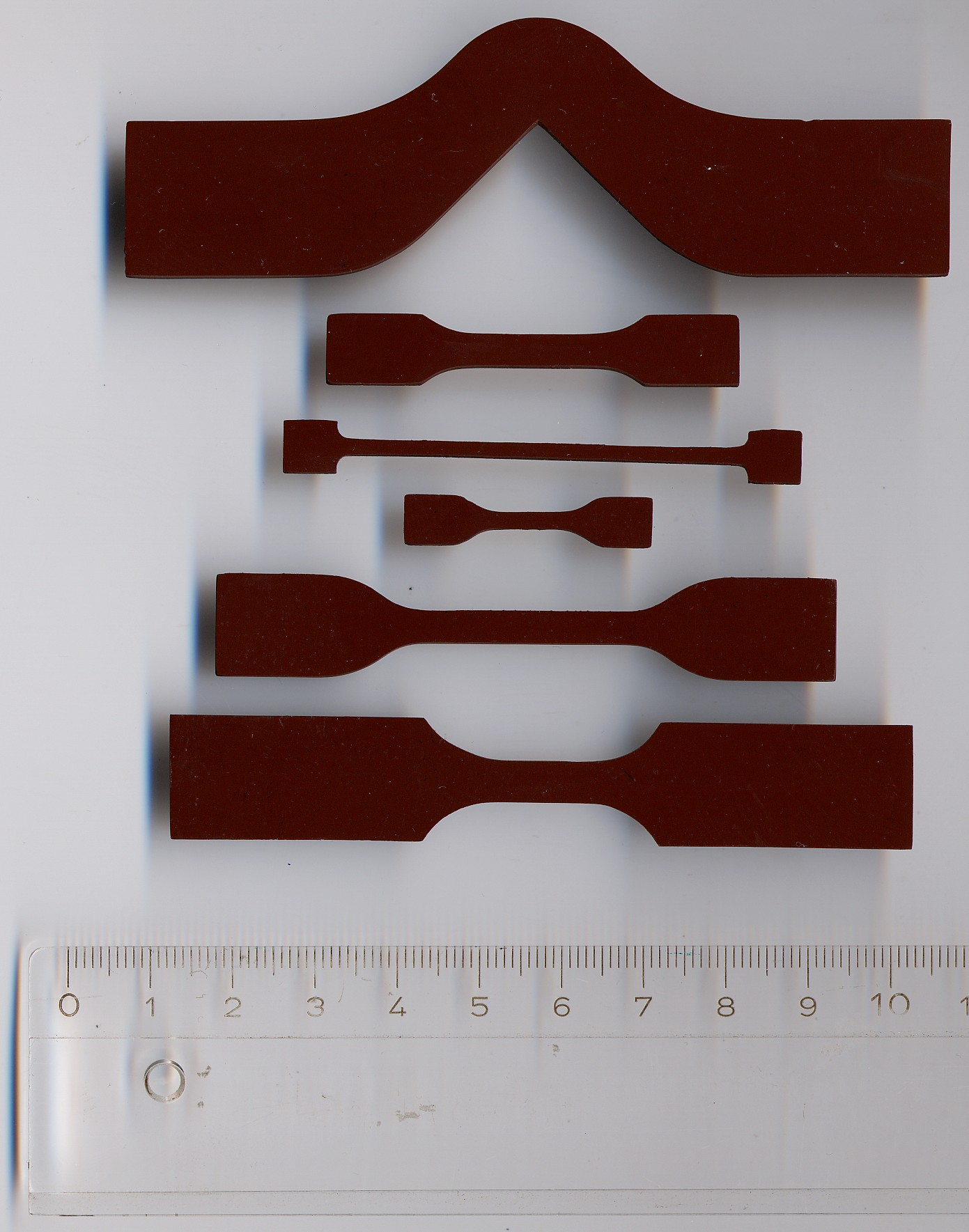
Verschiedene Prüfstäbchen aus Gummi

Der Zugversuch (auch Zugprüfung) ist ein genormtes Standardverfahren der Werkstoffprüfung zur Bestimmung der Streckgrenze, der Zugfestigkeit, der Bruchdehnung und weiterer Werkstoffkennwerte. Er zählt zu den quasistatischen, zerstörenden Prüfverfahren.

## Definition
Im Zugversuch werden standardisierte Proben mit definierter Querschnittsfläche bis zum Bruch gedehnt, wobei die Dehnung bzw. der Weg gleichmäßig, stoßfrei und mit einer geringen Geschwindigkeit gesteigert wird. Während des Versuchs werden die Kraft {\displaystyle F} an der Probe und die Längenänderung {\displaystyle \Delta L} in der Messstrecke der Probe kontinuierlich gemessen. Aus der Kraft wird mit der Querschnittsfläche der undeformierten Probe {\displaystyle S_{0}} die Nennspannung {\displaystyle \sigma _{n}}:
{\displaystyle \sigma _{\mathrm {n} }={\frac {F}{S_{0}}}}
berechnet, aus der Längenänderung {\displaystyle \Delta L} bestimmt man die Totaldehnung {\displaystyle \varepsilon _{\mathrm {t} }} mit Bezug auf die Ausgangslänge der Messstrecke {\displaystyle L_{0}}:
{\displaystyle \varepsilon _{\mathrm {t} }={\frac {\Delta L}{L_{0}}}}
Das Ergebnis des Zugversuchs ist das Nennspannungs/Totaldehnungs-Diagramm. Daraus können die technischen Werkstoffkenngrößen abgelesen werden.

## Werkstoffkenngrößen
- {\displaystyle E}: Elastizitätsmodul
- Elastizitätsgrenze
  - {\displaystyle R_{p}}: Dehngrenze
  - {\displaystyle R_{eL}}: Untere Streckgrenze
  - {\displaystyle R_{eH}}: Obere Streckgrenze
- {\displaystyle R_{m}}: Zugfestigkeit
- {\displaystyle A_{g}}: Gleichmaßdehnung
- {\displaystyle A_{5}} bzw. {\displaystyle A_{10}}: Bruchdehnung der Zugprobe (im Diagramm als {\displaystyle A} gekennzeichnet)
- {\displaystyle A_{L}} Lüdersdehnung
- {\displaystyle Z}: Brucheinschnürung

## Beschreibung einer Zugverfestigungskurve

Abbildung 1 schematisches technisches Spannungs-Dehnungs-Diagramm mit ausgeprägter Streckgrenze

Abbildung 2 schematisches technisches Spannungs-Dehnungs-Diagramm mit kontinuierlichem Fließbeginn

Zu Beginn einer Beanspruchung verhalten sich viele Werkstoffe annähernd linear-elastisch, d. h. die Verformung gegenüber der Ausgangslänge verschwindet bei Entlastung wieder vollständig. Der zugehörige Werkstoffkennwert, der das linear-elastische Verformungsverhalten beschreibt ist der Elastizitätsmodul {\displaystyle E} und entspricht der Steigung der sogenannten Hooke’schen Geraden.
{\displaystyle E={\frac {\Delta \sigma }{\Delta \varepsilon }}}
Bei Erreichen der Streckgrenze {\displaystyle R_{eH}} setzt die erste erkennbare plastische Deformation ein (siehe Abbildung 1). Ab diesem Punkt ist der Verlauf stark werkstoffabhängig. Häufig ist der Beginn plastischer Deformation nicht durch ein Abknicken der Kurve (wie in der Abbildung 1) eindeutig zu identifizieren. In diesen Fällen werden stattdessen die Dehngrenzen {\displaystyle R_{p}} unter Angabe der verwendeten plastischen Deformation verwendet (häufig: {\displaystyle R_{p0,2}} für die Dehngrenze bei 0,2 % plastischer Deformation).
Die dargestellte Zugverfestigungskurve beschreibt den schematischen Verlauf eines ferritisch-perlitischen Stahles mit ausgeprägten Streckgrenzeneffekten bei Weg- bzw. Dehnungsregelung. Austenitische Stähle, Vergütungsstähle oder duktile Nichteisenmetalle zeigen abweichende Kurvenverläufe. Bei nichtmetallischen Werkstoffen wie Kunststoffen, Keramiken oder Verbundwerkstoffen treten in der Regel deutlich andere Kurvenverläufe auf, da die mikrostrukturellen Prozesse der plastischen Deformation fast ausschließlich in metallischen Werkstoffen auftreten (Versetzungsbewegung). Im Vergleich dazu handelt es sich z. B. bei der bleibenden Verformung von Kunststoffen um die Auflösung und Neubildung sekundärer Bindungen (Wasserstoffbrückenbindungen, Dipol-Dipol- und Van-der-Waals-Kräfte).
Gemeinsam ist allen Werkstoffen, dass plastische Verformungen bei Entlastung bestehen bleiben. Nur der elastische Anteil {\displaystyle \varepsilon _{\mathrm {e} }} an der Gesamtverformung {\displaystyle \varepsilon _{\mathrm {t} }} verschwindet wieder. Vor diesem Hintergrund können die Beträge der Gleichmaßdehnung und der Bruchdehnung bestimmt werden, indem von der Zugverfestigungskurve parallel zur Hooke’schen Geraden entlastet wird und der Schnittpunkt mit der Abszisse abgelesen wird. Bei allen Dehnungskennwerten handelt es sich demnach um plastische Dehnungsanteile und es gilt für die Gesamtdehnung stets:
{\displaystyle \varepsilon _{\mathrm {t} }=\varepsilon _{\mathrm {e} }+\varepsilon _{\mathrm {pl} }}
Das Maximum der Zugverfestigungskurve bezeichnet einen der wichtigsten Werkstoffkennwerte: die Zugfestigkeit
{\displaystyle R_{m}}. Der zugehörige Dehnungskennwert ist die Gleichmaßdehnung, da bis hierher die Proben keine makroskopische Einschnürung (Querschnittsverjüngung) zeigen. Werkstoffe, die nicht bei Erreichen der Zugfestigkeit versagen, zeigen eine deutliche Einschnürung. Beim Probenbruch kann dann die Bruchdehnung ({\displaystyle A_{5}} bzw. {\displaystyle A_{10}}) wie im vorherigen Absatz beschrieben, ermittelt werden.

## Probengeometrien
Die Zugproben sind für metallische Werkstoffe in der DIN 50125 definiert.

## Technische und physikalische Versuchsführung

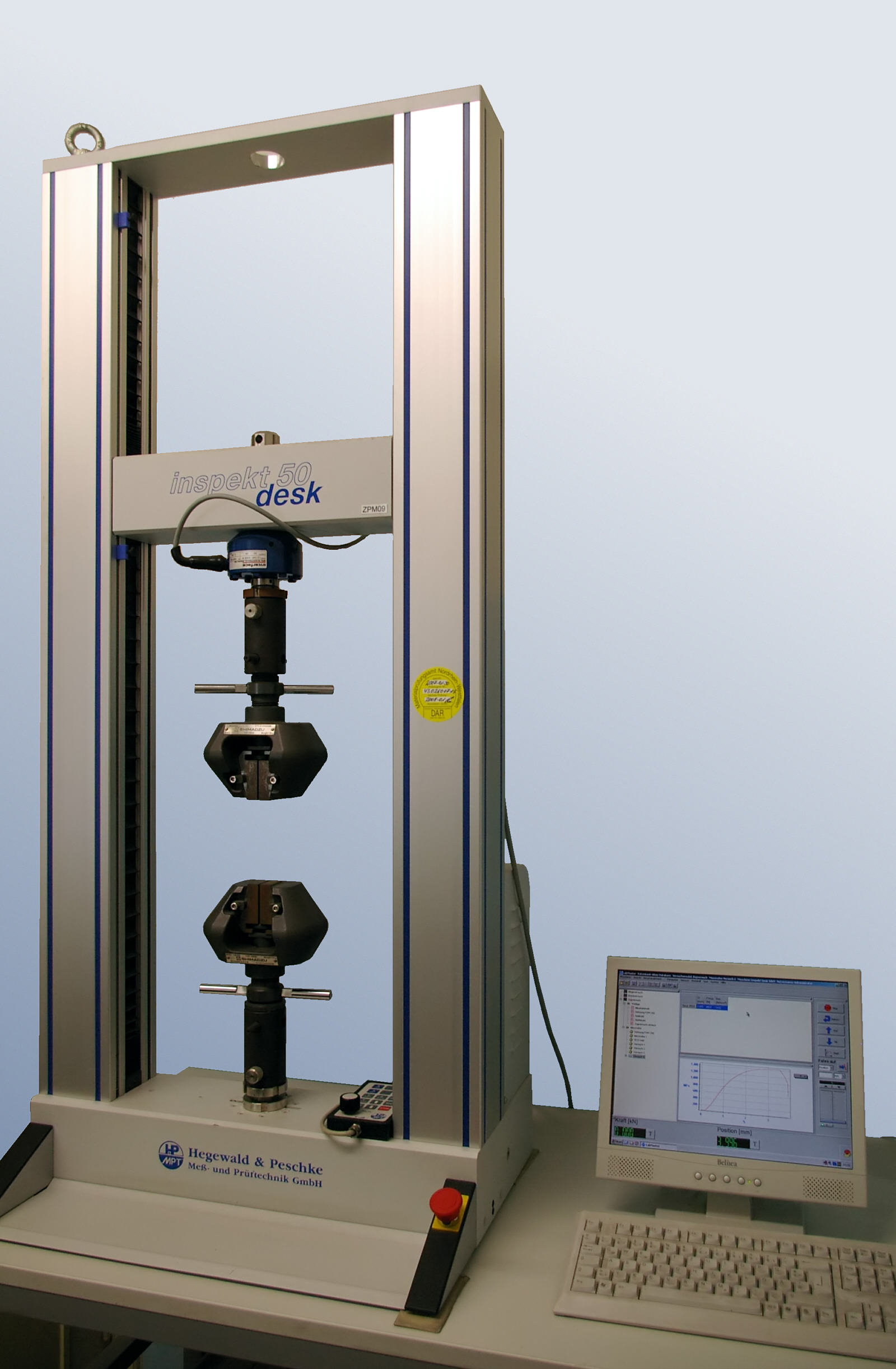
Universalprüfmaschine mit PC-Kopplung

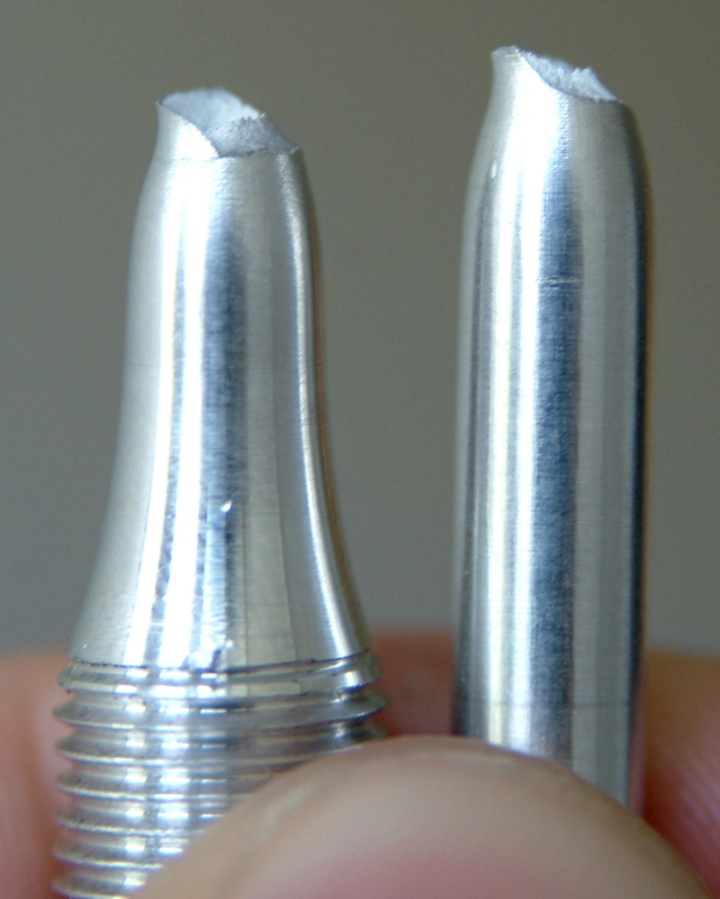
Rundprobe einer AlMgSi-Legierung nach dem Bruchtest

Im physikalischen Zugversuch werden kontinuierlich der wahre Querschnitt und die wahre Länge der Probe gemessen und daraus die wahre Spannung und die wahre Dehnung berechnet. Für technische Anwendungen wird die technische Versuchsführung (Bezug auf Ausgangsquerschnitt {\displaystyle S_{0}} und -messlänge {\displaystyle L_{0}}) aus Gründen der Einfachheit und besseren Erfassung der Dehnungskennwerte bevorzugt. Außerdem entspricht die Zugfestigkeit auch der maximal ertragbaren Kraft in Abhängigkeit von der Querschnittsfläche. Ab Erreichen der Zugfestigkeit spricht man auch von einsetzendem Werkstoffversagen, da der Bruch eines Bauteils in einer technischen Anwendung ab hier nicht mehr aufzuhalten ist.
Für die Versuchsdurchführung werden meist Universalprüfmaschinen mit PC-Kopplung oder X-Y-Schreiber genutzt. Die Dehnung kann dabei über den Traversenweg der Maschine oder zusätzliche Dehnungsaufnehmer wie Extensometer oder Dehnungsmessstreifen direkt an der Probe aufgezeichnet werden. Die Ermittlung der Probendehnung anhand des Traversenweges wird durch die Verformung der Maschine unter Last sowie mechanisches Spiel im Kraftschluss zur Probe verfälscht. Extensometer umgehen dieses Problem, indem die Dehnungsmessung direkt an der Probe außerhalb des Kraftflusses erfolgt.

## Normen
Der Zugversuch wird vornehmlich bei metallischen und synthetischen (Kunststoffe) Werkstoffen verwendet und ist unterschiedlich genormt.
Eine Auswahl aktueller Normen zum Zugversuch:
- Metalle: ISO 6892-1, ASTM E 8, ASTM E 21, DIN 50145;
- Kunststoffe: ISO 527-1, ASTM D 638;
- Faserverstärkte Verbundwerkstoffe: ISO 527-4, ISO 527-5, ASTM D 3039/D3039M ;
- Weichelastische Schäume: ISO 1798, ASTM D 3574;
- Hartschäume: ISO 1926, ASTM D 1623;
- Gummi: ISO 37, ASTM D 412, DIN 53504;
- Klebstoffe: EN 15870;
- Papier: ISO 3781, TAPPI T 456, ISO 1924, TAPPI T 494;
- Fasern und Filamente: ISO 5079, ASTM D 3822;
- Garne und Zwirne: ISO 2062, ASTM D 2256, ISO 6939;
- Textile Flächengebilde: ISO 13934-1;
- Vliesstoffe: ISO 9073-3.

Bei technisch relevanten keramischen Werkstoffen ist häufig nur eine minimale Dehnung bei sehr großen Kräften zu beobachten, weshalb sie als zugfest bis zum Bruch gelten. Zum Testen der Zugfestigkeit keramischer Werkstoffe wird daher der Berstversuch verwendet.